# Aleksander Peretyagin
Aleksander Peretyagin (né le 2 février 1992) est un lugeur russe. il débute en Coupe du monde lors de la saison 2011-2012. Il a participé aux Jeux olympiques de 2014 à Sotchi en Russie, et a pris la septième place finale. En mars 2015, il monte sur son premier podium individuel en Coupe du monde à Sotchi, étape qui fait figure de championnat d'Europe où il décroche la médaille d'argent. Aux Mondiaux 2015, il arrive quatrième du simple.

## Palmarès

### Jeux olympiques
- Sotchi 2014 :
  - 7e en simple.

### Coupe du monde
- Meilleur classement général : 8e en 2015.
- 1 podium individuel.